# Rimatara
Rimatara é a menor das ilhas habitadas do arquipélago das Austrais, na Polinésia Francesa, com uma área de 8,6 km². Situada a 550 quilómetros a sul do Taiti e a 150 quilómetros a oeste de Rurutu. Tem uma população total de 872 habitantes, segundo o censo de 2017.

## Geografia, fauna e flora
A ilha é formada por um altiplano volcânico circular de 8 a 10 metros de altura, com uma altitude máxima de 106 metros no monte Uhau. É muito fértil e arborizada, e está rodeada de corais muito próximos à costa. Tem uma espécie de papagaios que não se podem exportar, devido à sua muita má adaptação a outras localizações. Também há muitos patos selvagens.

## História cronológica
- 1810 - Descoberta por um mercador taitiano, foi uma das últimas ilhas habitadas descobertas pelos europeus na Polinésia.
- 1821 - Desembarque do missionário William Henry, tendo fundado uma missão Protestante.
- 1889 - Estabeleceu-se o protetorado francês.
- 1900 - Foi anexada aos Estabelecimentos franceses da Oceania.

## Administração
A comuna de Rimitara inclui o desabitado atol das ilhas Maria.